# Diner digital

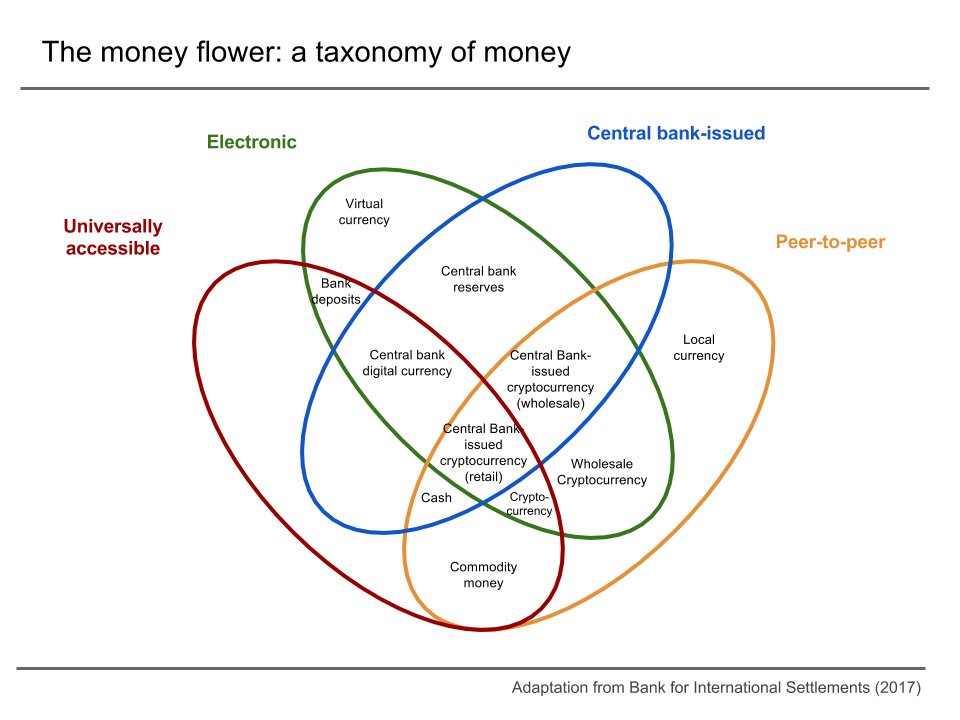
Flux del diner

Els diners electrònics (també coneguts com, diners digitals, efectiu digital, e-money, efectiu electrònic, moneda digital o moneda electrònica) es refereix a diners que, o bé s'emeten electrònicament, per via de la utilització d'una xarxa d'ordinadors, Internet i sistemes de valors digitalment emmagatzemats com el cas del Bitcoin, o és un mitjà de pagament digital equivalent d'una determinada moneda, com en el cas de l'Equador o Perú Les transferències electròniques de fons, Dipòsits directes i els Girs són exemples de diners electrònics. Així mateix, és un terme col·lectiu dins la criptografia financera i altres tecnologies que els permetin.
Si bé els diners electrònics ha estat un tema interessant a l'entorn de la criptografia -vegeu per exemple el treball de David Chaum i Markus Jakobsson-, fins avui, l'ús de diners digitals en efectiu s'ha efectuat relativament a baixa escala. Un dels pocs èxits ha estat el sistema de la targeta Octopus a Hong Kong, que va començar com un sistema de pagament de trànsit massiu i s'ha utilitzat àmpliament com un sistema de diners electrònics. Singapur també ha implementat un sistema de diners electrònics per al seu sistema de transport públic (tren, autobús, etc), que és molt similar al de Hong Kong i la targeta Octopus basada en el mateix tipus de targeta (FeliCa). Altres aplicacions reeixides les podem trobar als Països Baixos, coneguda com a Chipknip; igual que a Nicaragua, on és coneguda com a Targeta TUC.

## Sistemes alternatius
Tècnicament, els diners electrònics o digitals són una representació, o un sistema de dèbits i crèdits, destinat (però no limitat) a l'intercanvi de valors en el marc d'un sistema, o com un sistema independent, podent ser en línia o no. El terme diners electrònics també s'utilitza per referir-se al proveïdor del mateix. Una divisa privada pot utilitzar l'or per oferir una major seguretat, com la divisa d'or digital. Un sistema de divises digital pot ser plenament recolzat per l'or (com i-gold i c-gold), no recolzats en or, o amb tots dos sistemes (com i-Bullion i Liberty Reservi). A part d'aixó, algunes organitzacions privades, com les Forces Armades dels Estats Units usen divises privades com el Eagle Cash.
Molts dels sistemes electrònics venen les seves divises directament a l'usuari final, tals com Paypal i WebMoney, però altres sistemes, tals com i-gold, les venen només a través de tercers com ara les cases de canvi de moneda digital.
En el cas de la targeta Octopus a Hong Kong, funciona de manera similar als dipòsits bancaris. Després que "Octopus Card Limited" rep diners en dipòsit dels usuaris, els diners els diposita en bancs, fet similar al mètode de les targetes de dèbit on els bancs emissors re-dipositen els diners als bancs centrals.
Algunes divises locals, com els sistemes de canvi local, treballen amb transaccions electròniques. El Cyclos Software permet la creació electrònica de divises locals. El sistema Ripple és un projecte per a desenvolupar un sistema de distribució de diners electrònics independents de la moneda local.

### Diners electrònics anònims fora de línia
Amb els diners electrònics anònims fora de línia (off-line) el comerciant no ha d'interactuar amb el banc abans d'acceptar diners per part de l'usuari. En lloc d'això pot recollir múltiples monedes gastades pels usuaris i dipositar-les posteriorment al banc. En principi això es pot fer fora de línia, és a dir, el comerciant podria anar al banc amb el seu mitjans d'emmagatzematge per intercanviar l'efectiu electrònic per diners en efectiu. No obstant, el comerciant deu assegurar-se que els diners electrònics de l'usuari, o bé serà acceptat pel banc, o el banc serà capaç d'identificar i castigar els usuaris que @tratar enganyar per aquesta via. D'aquesta forma, un usuari no té possibilitat d'utilitzar la mateixa moneda dues vegades (doble despesa). Els sistemes d'efectiu electrònic off-line també tenen la necessitat de protegir-se contra els possibles enganys dels comerciants, és a dir, els comerciants que desitgin dipositar una moneda dues vegades (i després culpar a l'usuari).
En criptografia l'efectiu electrònic anònim va ser presentat per David Chaum. Solia fer ús de signatura digital cega per aconseguir fer impossible relacionar entre el retir i transaccions de despeses. En criptografia, efectiu electrònic en general es refereix a diners electrònics anònims. Depenent de les propietats de les operacions de pagament, es distingeix entre efectiu electrònic en línia i fora de línia (off-line). El primer sistema d'efectiu electrònic fora de línia va ser proposat per Chaum i Naor. Igual que el primer sistema en línia, es basa en signatura digital cega RSA.

## Evolució futura
Els eixos principals de desenvolupament dels diners digitals són:
- La possibilitat d'usar-ho a través d'una gamma més àmplia de maquinari tal com targetes de crèdit garantides,
- Que els comptes bancaris vinculats, en general, s'utilitzin en un mitjà d'Internet, per a l'intercanvi amb micropagaments segurs com en el sistema de les grans corporacions (PayPal).

Per al foment de l'evolució de la xarxa en termes de la utilització d'efectiu digital, una empresa anomenada DigiCash està al centre d'atenció amb la creació d'un sistema d'efectiu electrònic que permet als emissors vendre moneda electrònica a algun valor. Quan s'adquireixen venen a nom del comprador i s'emmagatzemen en la seva computadora o en la seva identitat en línia. En tot moment, els diners electrònics es vinculen a l'empresa de diners electrònics, i totes les transaccions es realitzen a través d'aquesta, per la qual cosa la companyia de diners electrònics assegura tot el que es compra. Només la companyia té la informació del comprador i dirigeix la compra a la seva ubicació.
Es duen a terme desenvolupaments teòrics en l'àmbit de la descentralització dels tradicionals diners centralitzats. Els sistemes de comptabilitat que estan apareixent, tals com Altruistic Economics, són totalment electrònics, i pot ser més eficaços i més realistes per no assumir un model de transacció de Summa zero.